# Formato de ficheiro Harwell-Boeing
O formato de ficheiro Harwell-Boeing (ou formato HB) é um formato de ficheiro desenvolvido especificamente para a tarefa de descrever matrizes esparsas.

## Atalhos externos
- «HB Files Harwell Boeing Sparse Matrix File Format» uma descrição detalhada do formato HB